# Cheilotrichia microtrichiata
Cheilotrichia microtrichiata är en tvåvingeart som först beskrevs av Alexander 1930.  Cheilotrichia microtrichiata ingår i släktet Cheilotrichia och familjen småharkrankar. Inga underarter finns listade i Catalogue of Life.